# Aldona Grochal
Aldona Grochal, właśc. Aldona Danuta Grochal-Rucińska (ur. 10 października 1954 w Pszczynie) – polska aktorka. 

## Życiorys
Absolwentka  Wydziału Aktorskiego PWST w Krakowie.
Aktorka Teatru im. Juliusza Słowackiego w Krakowie (w latach 1977-1987) a od 1987 Starego Teatru im. Heleny Modrzejewskiej w Krakowie.

## Filmografia
- 2004: Mój Nikifor jako Pielęgniarka
- 2001: Boże skrawki jako Żydówka, matka dziewczynki
- 1993: Lista Schindlera jako Pani Nussbaum
- 1988: Kolory kochania jako Hanka
- 1988: I skrzypce przestały grać jako Siostra Wali
- 1981: Cień
- 1979: Biały mazur jako Aleksandra Jentys

## Nagrody
- Nagroda Specjalna za Zbiorowy Portret Kobiecości na 60. Kaliskich Spotkaniach Teatralnych (wspólnie z Natalią Kają Chmielewską, Ewą Kaim, Pauliną Puślednik, Anną Radwan i Dorotą Segdą) (2020)
- Nagroda aktorska za rolę Joanny we "Wznowieniu" M. Wojtyszki na XXXVI Kaliskich Spotkaniach Teatralnych
- Nagroda aktorska za rolę Rachel w "Weselu" w reżyserii Andrzeja Wajdy na XVIII Opolskich Konfrontacjach Teatralnych[4]